# Marvin's Marvellous Adventure
Marvin's Marvellous adventure è un videogioco a piattaforme pubblicato da 21st Century Entertainment per la piattaforma Amiga 1200 e in seguito per Amiga CD32.

## Trama
Dopo molti anni di ricerche, un vecchio scienziato sta per completare la sua ultima invenzione, un apparecchio in grado di fare una profonda scansione del cervello umano e visitarlo. Un criminale, però, lo obbliga a sviluppare l'invenzione solo per lui, rubando un microchip unico dello scanner. Intanto, Marvin, un fattorino di pizze a domicilio, arriva a casa del professore per consegnargli la pizza da lui ordinata: il sicario, preoccupato, utilizza l'invenzione dello scienziato sullo stesso. Visto che nessuno arriva ad aprire alla porta, Marvin entra in casa e inciampa in un cavo elettrico, generando un cortocircuito con lo scanner indossato dal criminale. Marvin viene così teletrasportato in un mondo fantastico.

## Modalità di gioco
Il personaggio deve trovare l'uscita di ogni livello eliminando i nemici saltandogli in testa. Raccogliendo le stelle si guadagnano vite extra, mentre la frutta ripristina l'energia. Marvin può compiere svariate azioni come arrampicarsi, salire sui gommoni, rotolare, spostare cose, usare cannoni e Jet-pack. In alcuni livelli l'azione si trasforma in Shoot'em up a scorrimento verticale. Alla fine di ogni livello si incontra un boss.